# Rhinella sternosignata
Rhinella sternosignata är en groddjursart som först beskrevs av Günther 1858.  Rhinella sternosignata ingår i släktet Rhinella och familjen paddor. IUCN kategoriserar arten globalt som nära hotad. Inga underarter finns listade i Catalogue of Life.